# Бер-Крік (округ Вопака, Вісконсин)
Бер-Крік (англ. Bear Creek) — місто (англ. town) в США, в окрузі Вопака штату Вісконсин. Населення — 748 осіб (2020).

## Демографія
Згідно з переписом 2010 року, у місті мешкали 823 особи в 302 домогосподарствах у складі 234 родин. Було 323 помешкання
Расовий склад населення:
| - 99,1 % — білих - 0,1 % — корінних американців |

До двох чи більше рас належало 0,7 %. Частка іспаномовних становила 1,8 % від усіх жителів.
За віковим діапазоном населення розподілялося таким чином: 26,1 % — особи молодші 18 років, 61,4 % — особи у віці 18—64 років, 12,5 % — особи у віці 65 років та старші. Медіана віку мешканця становила 40,5 року. На 100 осіб жіночої статі у місті припадало 108,9 чоловіків;  на 100 жінок у віці від 18 років та старших — 108,9 чоловіків також старших 18 років.
Середній дохід на одне домашнє господарство  становив 78 764 долари США (медіана — 68 875), а середній дохід на одну сім'ю — 89 378 доларів (медіана — 80 000). Медіана доходів становила 53 750 доларів для чоловіків та 39 821 долар для жінок. За межею бідності перебувало 8,7 % осіб, у тому числі 17,1 % дітей у віці до 18 років та 7,9 % осіб у віці 65 років та старших.
Цивільне працевлаштоване населення становило 414 осіб. Основні галузі зайнятості: виробництво — 29,2 %, освіта, охорона здоров'я та соціальна допомога — 14,0 %, мистецтво, розваги та відпочинок — 8,2 %, роздрібна торгівля — 7,2 %.